# Cyclosa deserticola
Cyclosa deserticola là một loài nhện trong họ Araneidae.
Loài này thuộc chi Cyclosa. Cyclosa deserticola được Gershom Levy miêu tả năm 1998.